# Hải Hợp Đô
Hải Hợp Đô hay Gaykhatu ( Chữ Mông Cổ :ᠭᠠᠶᠺᠠᠲᠦ; Tiếng Mông Cổ : Гайхат ,tiếng Latinh:  Gaikhat, nghĩa là "Đáng ngạc nhiên") là người cai trị nhà Y Nhi hãn quốc thứ năm. Ông trị vì từ năm 1291 đến năm 1295.

## Thân thế ban đầu
Ông sinh vào năm 1259, là con của A Bát Cáp và Nukdan Khatun. Ông sống ở Jazira dưới triều đại của Thiếp Cổ Điệt Nhi và phải chạy trốn đến Arghun ở Khorasan sau khi Qonqurtai bị hành quyết vào năm 1284. Ông bị A Lỗ Hồn trao làm con tin cho Thiếp Cổ Điệt Nhi như một điều kiện đình chiến vào tháng 6 năm 1284  và bị đưa vào một bộ lạc mà nơi mẹ kế ông sống, Todai Khatun.